# 人名用漢字
人名用漢字（じんめいようかんじ）は、日本における戸籍に子の名として記載できる漢字のうち、常用漢字に含まれないものを言う。法務省により戸籍法施行規則別表第二（「漢字の表」）として指定されている。

## 導入の背景
第二次世界大戦後の一時期、従来の複雑な日本語表記法の弊害を指摘し、漢字学習の負担を軽減するため漢字使用を極力制限、もしくは廃止するなど、日本語を単純化しようとする動きが起こった。当時の国語審議会委員にもこれら日本語改革論者の多数が就任し、当用漢字制定など戦後の国語政策に与えた影響は大きかった。
こうした動きを背景として「人名用漢字」は国語政策の一環として国語審議会で審議され、1951年5月の「人名漢字に関する建議」を受けて内閣告示されたものである。そしてその根拠となった理念は
また
というものであった。

## 根拠法
子の名に用いる漢字及びその扱いは，1948年1月1日の戸籍法改正、及びそれを受けた戸籍法施行規則で規定されている。日本の戸籍に子の名として記載できる文字は、原則として常用漢字と人名用漢字、片仮名及び平仮名（変体仮名を除く）、長音符、踊り字（「々」など）のみである（戸籍法施行規則）。
根拠条文は、以下のとおりである。
戸籍法第50条（子の名に用いる文字）
- 第1項 子の名には常用平易な文字を用いなければならない。
- 第2項 常用平易な文字の範囲は、法務省令でこれを定める。

戸籍法施行規則　第60条（常用平易な文字の範囲）

戸籍法第50条第2項の常用平易な文字は，次に掲げるものとする。
- 一　昭和21年内閣告示第32号当用漢字表に掲げる漢字
- 二　昭和26年内閣告示第1号人名用漢字別表に掲げる漢字（92字）
- 三　昭和51年内閣告示第1号人名用漢字追加表に掲げる漢字（28字）
- 四　片かな又は平かな（変体がなを除く。）

## 人名用漢字の変遷
1946年11月16日に、内閣によって告示された当用漢字には、人名に頻繁に用いられる漢字の一部が含まれていなかった。1948年1月1日の戸籍法改正により、当用漢字の範囲に含まれない漢字は新生児の名に用いることができないとされたものの、1951年5月25日、内閣は92字を人名用漢字として新たに指定（人名用漢字別表）。子供の名前に使用したい漢字が使用できないことから親が裁判を行って使用が認められた字（1997年の「琉」、2004年の「曽」など）を人名用漢字に追加していった。また、親が子につける名前の多様化が進んだ結果、人名用漢字別表は次第に数を増やし、2004年7月12日時点で290の漢字が人名に用いることができるようになった。それでも「苺（いちご）」や「雫（しずく）」といった漢字が使えないなど、命名に対する不満の声があった。こうした声を受けて、同年9月27日には488字の大幅な追加がなされた。
2004年9月27日の追加では、沼尻・田尻・野尻などの名字で使われている「尻」や飛驒の「驒」、荏原の「荏」、さらに「焔・錨・鮪・燐・仍・崔・悧・懍・檸・檬・欅・浚・煕・瞑・碼・茗・萃・藺・逍・釐・霖・璋・鰹・鮭・葱・韮・蒜・體・絲・號・黴・莱（旧字体の萊は人名漢字）」などの追加を望む声もあったが追加には至らなかった。
外国人が日本国籍を取得する場合の姓にもこの文字の制限が適用されていたが、2008年12月8日の国籍法改正（2009年1月1日施行）に呼応した民事局長通達によりこの制限は緩和され、「康熙字典の正字」や「国字」も状況次第で使用可能となった。2008年12月31日以前は、「田尻」「小澤」「藪」や「崔・姜・趙・尹」といった、常用漢字や人名用漢字にない漢字を含む苗字にすることはできなかったが、現在はこの制限はなくなっている。なお、この漢字制限が明確に完全撤廃されたのは、2012年7月9日施行の新しい在留管理制度開始からである。
京都大学の安岡孝一は1976年に追加された「沙」の字（現在は常用漢字）が歌手の南沙織の影響を受けていると考えられることを例に、有名人の名前に使われた漢字が人名用漢字の拡大に寄与しているようだと述べた。
「凛」については『ジカダンパン!責任者出て来い!』が森山眞弓法務大臣（当時）に直談判を行ったことが契機となり追加された。これにより「凜」と「凛」が併存している状態である。

### 2004年9月の人名用漢字追加
2004年6月11日、人名用漢字を一度に578字増やす見直し案が公表された。法相の諮問機関「法制審議会」の人名用漢字部会がまとめたもの。親から要望の強かった「雫・苺・遙・煌・牙」などが使用可能になるが、案は漢字の意味が「人名にふさわしいかどうか」の基準で判断せず、漢字の「使用頻度」や「平易さ」のみで選んだため、「糞・呪・屍・癌」など、ネガティブな意味を持つ漢字も多数含まれてしまった。同部会は、見直し案に対する意見を7月9日まで法務省のホームページなどで募集した。
同23日、審議会は先に募集した意見の中で反対の多かった、「糞・屍・呪・癌・姦・淫・怨・痔・妾」の9字を追加案から削除することを決めた。また、削除の要望のあった漢字489字のうち480字についても、さらに検討し削除するかを判断することとした。逆に追加するよう要望のあった「掬」を新たに加えることも決定した。
8月13日、審議会は7月23日に削除を決めた9字のほかに、「蔑・膿・腫・娼・尻・嘘」など79字を削除し、これを最終案として9月8日に法務大臣へ答申した。また、7月12日に訴訟の起こされていた3字が一足先に追加されたため、最終的に追加される漢字は488字となった。法務省はこの答申を受けて9月27日に法務省令（戸籍法施行規則）を改正した。これまで人名用漢字の許容字体とされていた異体字205字（「龍・彌」など）も人名用漢字となり、許容字体表は廃止された。この時点で人名用漢字の総数は983字となった。
なお、2010年11月30日の常用漢字改定で「呪」「淫」「怨」「蔑」「腫」「尻」については常用漢字に追加されたため、同時に人名にも使用可能になった。

### 沿革
- 1951年5月25日、92字を人名用漢字として新たに指定
- 1976年7月30日、28字を追加し、120字となる
- 1981年10月1日、常用漢字に取り入れられた8字を削除し、54字を追加して166字となる
- 1990年4月1日、118字を追加し284字となる
- 1997年12月3日、1字「琉」を追加し、285字となる。
- 2004年2月23日、1字「曽」を追加し、286字となる
- 同6月7日、1字「獅」を追加し、287字となる
- 同7月12日、3字「毘・瀧[注釈 7]・駕」を追加し、290字となる
- 同9月27日、許容字体からの205字と追加された488字を加え、全部で983字となる
- 2009年4月30日、2字「祷・穹」を追加し、985字となる
- 2010年11月30日、常用漢字の改正に伴って、常用漢字表に追加された129字を削除（うち3字の異体字が表二へ移動）、常用漢字表から削除された5字[注釈 8]を追加し、合計861字となる
- 2015年1月7日、「巫」を追加し、合計862字となる[8]
- 2017年9月25日、「渾」を追加し、合計863字となる[9]

## 人名用漢字の一覧
人名に使える漢字の数（2017年9月25日現在） は
1. 常用漢字2136字種2136字体（一覧）
2. 漢字の表(一)（常用漢字の異体字でないもの）633字種651字体
3. 漢字の表(二)（常用漢字の異体字であるもの）212字種212字体

である。字種としては、1.の2136字種と2.の633字種を合わせて2769字種になる。3.は、すべてが常用漢字の異体字である。また、字体としては、1.の2136字体と2.の651字体、3.の212字体で合わせて2999字体になる。
長期間使っていたペンネームを名の変更届で本名とする場合は、「𠮷」など人名用漢字に含まれていない漢字でも家庭裁判所の判断により許可される可能性がある。
文字コード上のどの漢字とマッピングされているかと、正式な文字の字形は、法務省 戸籍統一文字情報で確認できる。
常用漢字以外の文字とその異体字
丑 丞 乃 之 乎 也 云 亘‐亙 些 亦 亥 亨 亮 仔 伊 伍 伽 佃 佑 伶 侃 侑 俄 俠 俣 俐 倭 俱 倦 倖 偲 傭 儲 允 兎 兜 其 冴 凌 凜‐凛 凧 凪 凰 凱 函 劉 劫 勁 勺 勿 匁 匡 廿 卜 卯 卿 厨 厩 叉 叡 叢 叶 只 吾 吞 吻 哉 哨 啄 哩 喬 喧 喰 喋 嘩 嘉 嘗 噌 噂 圃 圭 坐 尭‐堯 坦 埴 堰 堺 堵 塙 壕 壬 夷 奄 奎 套 娃 姪 姥 娩 嬉 孟 宏 宋 宕 宥 寅 寓 寵 尖 尤 屑 峨 峻 崚 嵯 嵩 嶺 巌‐巖 巫 已 巳 巴 巷 巽 帖 幌 幡 庄 庇 庚 庵 廟 廻 弘 弛 彗 彦 彪 彬 徠 忽 怜 恢 恰 恕 悌 惟 惚 悉 惇 惹 惺 惣 慧 憐 戊 或 戟 托 按 挺 挽 掬 捲 捷 捺 捧 掠 揃 摑 摺 撒 撰 撞 播 撫 擢 孜 敦 斐 斡 斧 斯 於 旭 昂 昊 昏 昌 昴 晏 晃‐晄 晒 晋 晟 晦 晨 智 暉 暢 曙 曝 曳 朋 朔 杏 杖 杜 李 杭 杵 杷 枇 柑 柴 柘 柊 柏 柾 柚 桧‐檜 栞 桔 桂 栖 桐 栗 梧 梓 梢 梛 梯 桶 梶 椛 梁 棲 椋 椀 楯 楚 楕 椿 楠 楓 椰 楢 楊 榎 樺 榊 榛 槙‐槇 槍 槌 樫 槻 樟 樋 橘 樽 橙 檎 檀 櫂 櫛 櫓 欣 欽 歎 此 殆 毅 毘 毬 汀 汝 汐 汲 沌 沓 沫 洸 洲 洵 洛 浩 浬 淵 淳 渚‐渚 淀 淋 渥 渾 湘 湊 湛 溢 滉 溜 漱 漕 漣 澪 濡 瀕 灘 灸 灼 烏 焰 焚 煌 煤 煉 熙 燕 燎 燦 燭 燿 爾 牒 牟 牡 牽 犀 狼 猪‐猪 獅 玖 珂 珈 珊 珀 玲 琢‐琢 琉 瑛 琥 琶 琵 琳 瑚 瑞 瑶 瑳 瓜 瓢 甥 甫 畠 畢 疋 疏 皐 皓 眸 瞥 矩 砦 砥 砧 硯 碓 碗 碩 碧 磐 磯 祇 祢‐禰 祐‐祐 祷‐禱 禄‐祿 禎‐禎 禽 禾 秦 秤 稀 稔 稟 稜 穣‐穰 穹 穿 窄 窪 窺 竣 竪 竺 竿 笈 笹 笙 笠 筈 筑 箕 箔 篇 篠 簞 簾 籾 粥 粟 糊 紘 紗 紐 絃 紬 絆 絢 綺 綜 綴 緋 綾 綸 縞 徽 繫 繡 纂 纏 羚 翔 翠 耀 而 耶 耽 聡 肇 肋 肴 胤 胡 脩 腔 脹 膏 臥 舜 舵 芥 芹 芭 芙 芦 苑 茄 苔 苺 茅 茉 茸 茜 莞 荻 莫 莉 菅 菫 菖 萄 菩 萌‐萠 萊 菱 葦 葵 萱 葺 萩 董 葡 蓑 蒔 蒐 蒼 蒲 蒙 蓉 蓮 蔭 蔣 蔦 蓬 蔓 蕎 蕨 蕉 蕃 蕪 薙 蕾 蕗 藁 薩 蘇 蘭 蝦 蝶 螺 蟬 蟹 蠟 衿 袈 袴 裡 裟 裳 襖 訊 訣 註 詢 詫 誼 諏 諄 諒 謂 諺 讃 豹 貰 賑 赳 跨 蹄 蹟 輔 輯 輿 轟 辰 辻 迂 迄 辿 迪 迦 這 逞 逗 逢 遥‐遙 遁 遼 邑 祁 郁 鄭 酉 醇 醐 醍 醬 釉 釘 釧 銑 鋒 鋸 錘 錐 錆 錫 鍬 鎧 閃 閏 閤 阿 陀 隈 隼 雀 雁 雛 雫 霞 靖 鞄 鞍 鞘 鞠 鞭 頁 頌 頗 顚 颯 饗 馨 馴 馳 駕 駿 驍 魁 魯 鮎 鯉 鯛 鰯 鱒 鱗 鳩 鳶 鳳 鴨 鴻 鵜 鵬 鷗 鷲 鷺 鷹 麒 麟 麿 黎 黛 鼎
注「‐」は、相互の漢字が同一の字種であることを示している。
常用漢字の異体字
亞（亜） 惡（悪） 爲（為） 逸（逸） 榮（栄） 衞（衛） 謁（謁） 圓（円） 緣（縁） 薗（園） 應（応） 櫻（桜） 奧（奥） 橫（横） 溫（温） 價（価） 禍（禍） 悔（悔） 海（海） 壞（壊） 懷（懐） 樂（楽） 渴（渇） 卷（巻） 陷（陥） 寬（寛） 漢（漢） 氣（気） 祈（祈） 器（器） 僞（偽） 戲（戯） 虛（虚） 峽（峡） 狹（狭） 響（響） 曉（暁） 勤（勤） 謹（謹） 駈（駆） 勳（勲） 薰（薫） 惠（恵） 揭（掲） 鷄（鶏） 藝（芸） 擊（撃） 縣（県） 儉（倹） 劍（剣） 險（険） 圈（圏） 檢（検） 顯（顕） 驗（験） 嚴（厳） 廣（広） 恆（恒） 黃（黄） 國（国） 黑（黒） 穀（穀） 碎（砕） 雜（雑） 祉（祉） 視（視） 兒（児） 濕（湿） 實（実） 社（社） 者（者） 煮（煮） 壽（寿） 收（収） 臭（臭） 從（従） 澁（渋） 獸（獣） 縱（縦） 祝（祝） 暑（暑） 署（署） 緖（緒） 諸（諸） 敍（叙） 將（将） 祥（祥） 涉（渉） 燒（焼） 奬（奨） 條（条） 狀（状） 乘（乗） 淨（浄） 剩（剰） 疊（畳） 孃（嬢） 讓（譲） 釀（醸） 神（神） 眞（真） 寢（寝） 愼（慎） 盡（尽） 粹（粋） 醉（酔） 穗（穂） 瀨（瀬） 齊（斉） 靜（静） 攝（摂） 節（節） 專（専） 戰（戦） 纖（繊） 禪（禅） 祖（祖） 壯（壮） 爭（争） 莊（荘） 搜（捜） 巢（巣） 曾（曽） 裝（装） 僧（僧） 層（層） 瘦（痩） 騷（騒） 增（増） 憎（憎） 藏（蔵） 贈（贈） 臟（臓） 卽（即） 帶（帯） 滯（滞） 瀧（滝） 單（単） 嘆（嘆） 團（団） 彈（弾） 晝（昼） 鑄（鋳） 著（著） 廳（庁） 徵（徴） 聽（聴） 懲（懲） 鎭（鎮） 轉（転） 傳（伝） 都（都） 嶋（島） 燈（灯） 盜（盗） 稻（稲） 德（徳） 突（突） 難（難） 拜（拝） 盃（杯） 賣（売） 梅（梅） 髮（髪） 拔（抜） 繁（繁） 晚（晩） 卑（卑） 祕（秘） 碑（碑） 賓（賓） 敏（敏） 冨（富） 侮（侮） 福（福） 拂（払） 佛（仏） 勉（勉） 步（歩） 峯（峰） 墨（墨） 飜（翻） 每（毎） 萬（万） 默（黙） 埜（野） 彌（弥） 藥（薬） 與（与） 搖（揺） 樣（様） 謠（謡） 來（来） 賴（頼） 覽（覧） 欄（欄） 龍（竜） 虜（虜） 凉（涼） 綠（緑） 淚（涙） 壘（塁） 類（類） 禮（礼） 曆（暦） 歷（歴） 練（練） 鍊（錬） 郞（郎） 朗（朗） 廊（廊） 錄（録）
注：括弧内の漢字は、常用漢字表での字体を示している。

## 人名用漢字許容字体表
亞 惡 爲 衞 應 櫻 奧 價 壞 懷 樂 渴 卷 陷 氣 僞 戲 峽 狹 曉 勳 惠 揭 鷄 藝 縣 儉 劍 險 圈 檢 顯 驗 嚴 廣 恆 國 碎 雜 兒 濕 壽 收 從 澁 獸 縱 敍 將 燒 奬 條 乘 淨 剩 疊 孃 讓 釀 眞 寢 愼 盡 粹 醉 穗 齊 靜 攝 專 戰 纖 禪 壯 爭 莊 搜 裝 騷 增 藏 臟 帶 滯 單 團 彈 晝 鑄 廳 聽 鎭 轉 傳 燈 盜 稻 拜 賣 髮 拔 祕 拂 佛 飜 默 藥 與 搖 樣 謠 來 覽 龍 壘 亙 巖 彌 祿 穰
注：2004年に人名用漢字に統合され、現在は廃止されている。

## 読みをめぐる議論
人名に用いる読みの規定に制限はない。
しかし、近年は親が子につける名前が多様化し、中にはあらかじめ子の名前の読み方を決めてから漢字を当てるといった名前の付け方をする親も出てきた。そのため、名前がもとで「いじめ」などの社会問題が起こることがあり、人名に使用してよい読みを規定すべきだという主張もある。
なお、戸籍に登録されるのは本名だけであり、その読み方までは登録されないため、本名の字はそのままに読み方だけを変える場合には、役所に届け出れば読み方を変更することができる。本名の字も含めて名を変更したい場合には、家庭裁判所に届け出て許可を受ける必要がある。2018年に行われた茨城県境町の町長選挙に名を「勇喜」と書いて「てつわんあとむ」と読む人物が立候補して話題になったが、彼によればこれはれっきとした本名であり、同姓同名の人物が近所に住んでいるために郵便物や宅配便の誤配が相次いだため、裁判所に届け出て名を「勇喜（あとむ）」と改名し、のちに読み方を「てつわんあとむ」に変更する旨を役所に届け出たという。
いわゆるキラキラネームに悩んでいた当時18歳の男子高校生が、家庭裁判所に届け出て改名を2019年3月に果たして、「親は、本当によく考えて子どもに名前をつけてあげてください」とコメントした。
安土桃山時代にヨーロッパと交流が始まって以降、外国語を意訳して漢字を当てた名前が使用されるケースが存在するようになっていった。それに対し、無理に漢字を当てず仮名のほうがよいと指摘する専門家もいる。

## 日本以外における人名用漢字
日本以外の漢字文化圏での人名漢字についても、日本同様に制限されている場合もある。

### 韓国
韓国では、新生児の命名に漢字またはハングルを使用することができ（漢字とハングルの混合は認められておらず、漢字のみあるいはハングルのみに統一しなければならない）、漢字を使用する場合、日本同様に使用できる漢字は制限されており、命名に使用できる漢字を「인명용 한자（人名用漢字）」と呼んでいる。これは1991年に制定された。
韓国の人名用漢字もこれまでに数度の改訂で文字が追加されており、当初の2,731字から2015年には8,142字まで拡大されている。また韓国では、万が一人名用漢字にない漢字を使用した命名が役人の手違いにより受理された場合、後で役人が職権によりハングルに直すことがある。近年ではハングル表記のみで漢字名を持たない人もいる。

### 中国
中国ではこれまで名付けに使える漢字に制限がなかった（ただし、「避諱」参照）。そのため、これまでの命名では文字コードにないような珍しい漢字が使用されることもあり、こういう漢字が使われるたびに文字コードに追加していかなくてはならないため、IT社会においては問題となる。そこで、中国でも将来的には命名に使える漢字を制限する方針にある。2020年1月現在、命名に対する法的な規制はないが、2013年に制定された通用規範漢字表収録の漢字を使用すべきとされている。